# Isidor de Monteleone
Isidoro Casado de Acevado y del Mazo, 1. markiz de Monteleone (1667-1739) – hiszpański polityk i dyplomata.
Jego przodkiem był malarz Diego Velázquez, Don Isidoro pełnił  funkcję ambasadora Hiszpanii w Londynie, dokąd przybył w grudniu 1712 roku. Zapamiętano go jako gorliwego obrońcę idei immunitetu poselskiego, kiedy Brytyjczycy aresztowali podejrzanego o kontakty z jakobitami szwedzkiego ambasadora Carla Gyllenborga w 1717 roku i trzymali przez trzy miesiące w areszcie.
Jego bratem był Antonio Casado de Acevedo y Velasco (1703-1749), również dyplomata.  